# Richard Zedník
Richard Zedník (Banská Bystrica, 6 gennaio 1976) è un ex hockeista su ghiaccio slovacco.
Nella sua carriera ha militato in NHL con i Washington Capitals, Montréal Canadiens, New York Islanders e i Florida Panthers. È ricordato inoltre per avere subito un pericoloso incidente di gioco nel febbraio 2008, quando, durante una partita contro i Buffalo Sabres, il compagno di squadra Olli Jokinen lo colpì accidentalmente al collo con la lama del pattino recidendo l'arteria carotide comune.

## Carriera hockeistica
Richard Zedník inizia la sua carriera nordamericana nella WHL con i Portland Winterhawks, e viene in seguito selezionato dai Washington Capitals al decimo giro, 249a scelta assoluta, durante il Draft NHL del 1994. Durante la sua prima stagione da rookie, 1994-1995, si mette subito in mostra segnando un totale di 35 goal e 86 punti in 65 partite, e nella stagione successiva i 44 goal e 81 punti messi a referto in 61 partite gli valgono la nomina nel secondo All-Star Team della lega; inoltre, durante questa stessa stagione Zedník debutta in NHL con i Washington Capitals (giocando tuttavia una sola partita), e termina l'annata con il farm-team di Washington, i Portland Pirates, che raggiungono durante i playoff - venendo poi sconfitti - la finale per la Calder Cup.
Nell'autunno seguente, partecipa al campo d'allenamento dei Capitals, venendo selezionato nella rosa della squadra: segna il suo primo goal in NHL il 5 ottobre, segnando contro Ed Belfour dei Chicago Blackhawks. Tuttavia dopo sole nove partite viene rimandato in AHL, salvo giocare altri due incontri con Washington durante il marzo della stessa stagione hockeistica. Nel corso della sua prima stagione intera nella massima lega nordamericana, 1996-1997, Zedník totalizza 17 goal in 65 partite. Durante il corso della stagione 2000-2001, dopo aver trascorso sei anni con i Washington Capitals, il 13 marzo 2001 Zedník viene ceduto assieme a Jan Bulis e ad una scelta al primo turno (che si rivelerà essere Alexander Perezhogin) ai Montréal Canadiens, in cambio di Trevor Linden, Dainius Zubrus e una scelta al secondo turno del draft; memorabile fu, prima del passaggio ai Canadiens, la tripletta realizzata da Zedník (la prima della sua carriera NHL) contro i Detroit Red Wings il 31 ottobre 2000, la prima vittoria dei Capitals sui Red Wings, a Washington, da dieci anni a quella parte.
Durante un incontro giocato tra i Canadiens e i Boston Bruins il 26 aprile 2002, Zedník subisce una gomitata dal difensore avversario Kyle McLaren, subendo la rottura del naso e la frattura di uno zigomo, nonché una commozione cerebrale: i Canadiens escono sconfitti da quell'incontro (terminato 5-2 in favore di Boston) e perdono Zedník per la durata dei playoff, ma vincono la serie contro Boston 4-2.
L'attaccante slovacco milita per tre stagioni intere a Montréal, e torna ai Washington Capitals durante il corso dell'estate 2006, scambiato per una scelta al terzo giro del draft. Tuttavia, la sua seconda permanenza nei Capitals dura poco, dato che il 26 febbraio del 2007 viene scambiato nuovamente (questa volta per una scelta al secondo giro del draft) ai New York Islanders, dove gioca solamente 15 partite tra campionato e playoff. Durante il corso dell'estate Zedník, in qualità di free agent, firma un contratto di due anni con i Florida Panthers.

### L'infortunio al collo
Il 10 febbraio del 2008, durante una partita giocata tra i Florida Panthers di Zedník e i Buffalo Sabres, l'attaccante slovacco rimane vittima di un grave incidente di gioco. Durante un'azione che vede coinvolti alle assi il capitano finlandese dei Panthers, Olli Jokinen, e l'ala canadese dei Sabres Clarke MacArthur, Jokinen perde l'equilibrio di fronte a Zedník, che sopraggiunge a velocità sostenuta, e non fa in tempo a evitare l'impatto con il compagno di squadra: la lama del pattino di Jokinen colpisce il collo di Zedník, recidendo la sua arteria carotide comune. L'attaccante slovacco reagisce subito e pattina velocemente verso la panchina di Florida, lasciando dietro di sé una scia di sangue lunga decine di metri. Il preparatore atletico dei Panthers, Dave Zenobi, soccorre immediatamente Zedník, portandolo negli spogliatoi: i paramedici assieme al medico Les Bisson intervengono per stabilizzare e trattare la ferita. Bisson nota che Zedník è sotto choc ma ricettivo e vigile. Dopo avere lasciato l'arena, mentre Zedník viene trasportato con emergenza in ospedale, all'interno dell'arena giunge la notizia che le condizioni del giocatore sono stabili. Al riprendere dell'incontro, l'annuncio degli speaker in merito alle condizioni di Zedník provoca nel pubblico della HSBC Arena una standing ovation da parte dei tifosi di Buffalo; la partita era stata interrotta per permettere agli zamboni di pulire via il sangue dal ghiaccio.
La ferita di Zedník viene ricucita con un'operazione d'urgenza anche se, a detta dei medici, la vita di Zedník non era in pericolo: l'arteria era infatti danneggiata ma non lacerata, cosa che - qualora lo fosse stata - avrebbe comportato uno spostamento della stessa all'interno del collo e avrebbe richiesto una più lunga operazione. Zedník viene rilasciato dall'ospedale il 16 febbraio, e non rientra per il resto della stagione al fine di recuperare dall'infortunio, ricevendo inoltre grande supporto dai fan e da altri giocatori della lega.
Quando Zedník ebbe modo di rivedere il replay del video, disse che "una volta è (stato) sufficiente". Disse inoltre che la gravità dell'infortunio gli era subito parsa evidente, e che aveva avuto la sensazione di essere stato pugnalato. L'infortunio di Zedník riportò alla mente quello di Clint Malarchuk (lo stesso Malarchuk commentò l'infortunio di Zedník dicendo che il video dell'infortunio aveva risvegliato in lui fantasmi del passato), avvenuto coincidentalmente a Buffalo 19 anni prima, e riaccese il dibattito sulla sicurezza dei giocatori e la possibilità di portare dei collari di protezione per prevenire questo genere di incidenti.

### Anni successivi
Zedník tornó a giocare la stagione successiva, 2008-2009, e nel corso della stessa annata venne candidato al premio Bill Masterton della NHL, che tuttavia andò a Steve Sulivan. Fu l'ultima stagione giocata dallo slovacco in National Hockey League, dato che, nel corso dell'estate seguente, decise di accordarsi con il Lokomotiv Yaroslavl in KHL, dove giocò la stagione successiva (2009-2010). Concluse la sua carriera hockeistica in Svezia, con l'AIK IF in SHL, dopo una breve apparizione (solamente due incontri) con l'HC Basnka Bystrica nell'Extraliga slovacca.

## Vita privata
Richard Zedník è stato sposato dal 2005 con l'attrice franco-canadese Jessica Welch, da cui ha avuto una figlia. I due hanno divorziato nel 2009.